# Tell Basta
Pour les articles homonymes, voir Basta.
Tell Basta est le nom arabe de la ville antique de Per Bast(et) (en égyptien) que les Grecs nommeront Boubastis. L'actuelle ville de Zagazig se trouve juste au nord-ouest du site de Tell Basta.

## La ville
Située dans le delta du Nil, à 80 km au nord-est du Caire, la capitale actuelle de l'Égypte, elle est connue pour avoir accueilli un sanctuaire de la déesse Bastet (aujourd'hui en ruine). On y a retrouvé une grande quantité de chats momifiés, témoignage du culte voué à cet animal en ce lieu.
Elle était la capitale du 18e nome d'Égypte (L'enfant royal supérieur). Son nom, qui vient de l'égyptien antique Per Bastet (ou Per Bast), signifie « la maison de Bastet ».
Bastet ou Sekhmet était représentée sous la forme d'une déesse assise ou debout à tête de lionne. Elle fut assimilée à différentes déesses majeures de l'Égypte, comme Sekhmet ou encore Hathor toutes deux représentant, par ailleurs, deux aspects différents de la même divinité, la fille de Rê. Ainsi elle était étroitement associée à la mythologie solaire et apparaît dans les textes tardifs comme étant ramenée apaisée par le dieu Thot à son père sous la forme d'une chatte (voir le mythe de l'œil de Rê).

Bastet à tête de lionne.

Les ruines de Bubastis s'étendent sur une surface de près de 80 hectares. Malheureusement, seule une petite partie du kom relevé au XIXe siècle est accessible aujourd'hui aux fouilles, le reste des vestiges ayant été engloutis sous les cultures ou recouverts par l'essor continu de la ville de Zagazig.
Le site remonte pourtant aux temps prédynastiques. Une nécropole de cette période a été mise au jour au nord du temple de Bastet, non loin de la nécropole de l'Ancien Empire. À cette époque, la cité était le pendant du sanctuaire d'Hathor de Dendérah que l'on désignait également sous le nom de Per-Bast du Sud. La ville semble avoir été particulièrement embellie à la fin de cette période. En effet Téti et Pépi Ier, pharaons de la VIe dynastie, y fondèrent des temples du Ka, exemples uniques qui nous soient parvenus de l'extension du culte royal en dehors de la région memphite. Bastet apparaissait alors comme l'aspect léonin de la fille de Rê.

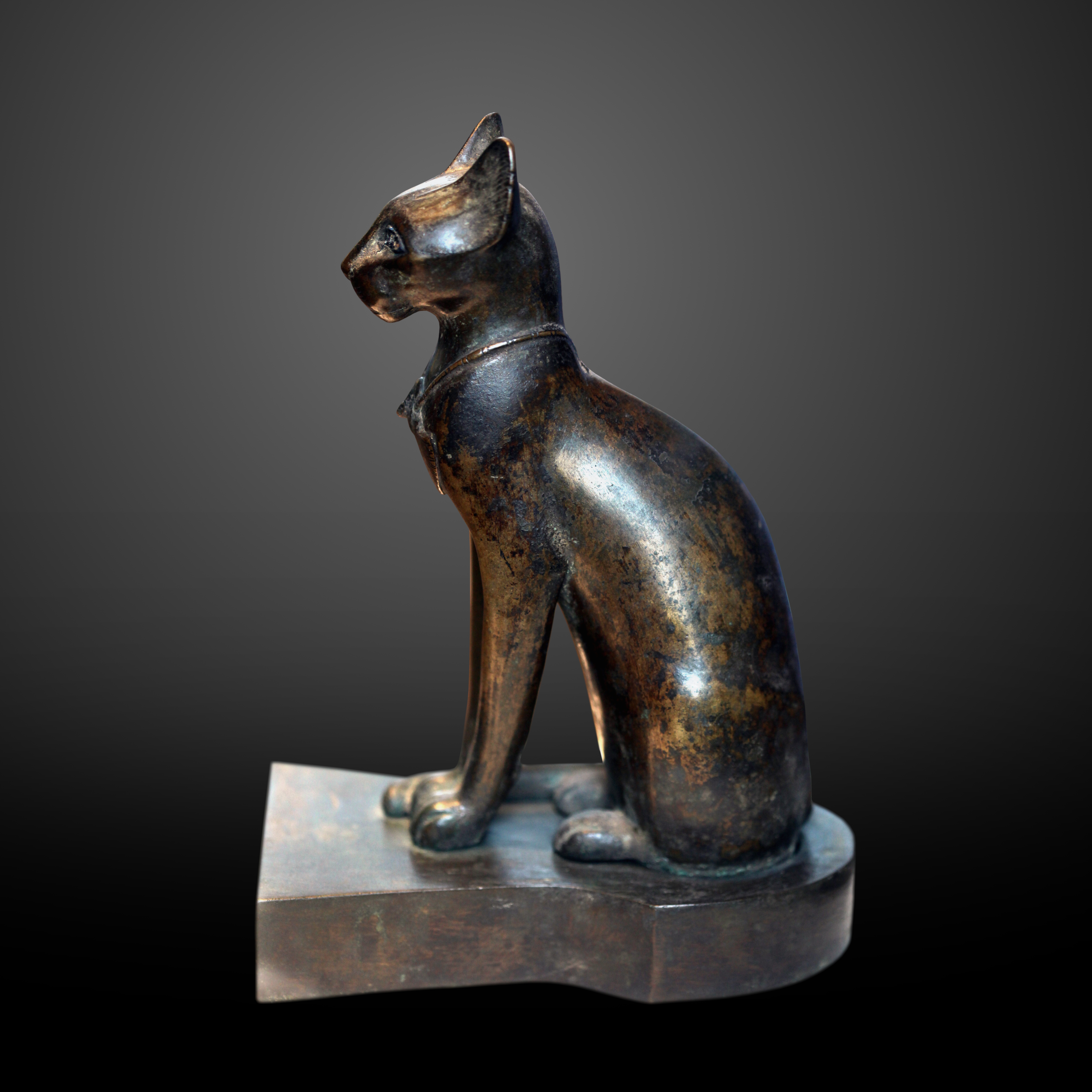
Statue de Bastet.

La ville possédait d'ailleurs un temple d'Atoum, dont on a retrouvé les vestiges au sud du kom actuel, et formait ainsi avec ceux de Bastet et de Mahès le siège d'une triade divine particulièrement honorée tout au long de l'histoire égyptienne.
Avec la conquête romaine, puis la fin de l'Antiquité, le site tomba dans l'oubli progressivement et ne reprit vraiment un rôle central qu'à partir du XIXe siècle avec la modernisation du pays et la mise en valeur des terres riches du delta dans une économie qui devait alors absorber une croissance démographique rapide qui, par ailleurs, n'a cessé depuis. Cela explique pourquoi les vestiges sont disséminés au milieu de la ville moderne, un peu comme certains quartiers du Caire ou de l'Alexandrie d'aujourd'hui qui, à l'occasion d'un chantier ou d'une restauration, laissent parfois s'échapper des pans entiers de l'histoire de la ville.
C'est alors la course contre le temps qui s'engage et le plus souvent seules des fouilles de sauvetage permettent d'étudier un moment cette résurgence archéologique d'un lointain passé sur laquelle la ville moderne ne peut s'arrêter qu'un instant.
Lorsque les fouilles débutèrent à la fin du XIXe siècle, les ruines de Bubastis présentaient alors l'aspect d'un gigantesque tell qui recouvrait ses vestiges et c'est précisément à l'occasion d'une de ces percées dépendantes du développement agricole de la région que la nécropole des chats sacrés de Bastet fut mise au jour au nord du site. La découverte était alors inédite et l'on retrouva, outre une quantité importante de momies du félin, des bronzes représentant la déesse sous sa forme de chatte qui ornent aujourd'hui les collections d'égyptologie de la plupart des musées. Il s'agit là sans doute d'une de ces « cachettes » aménagées par les prêtres qui régulièrement devaient vider l'enceinte du temple des innombrables ex-voto que les fidèles déposaient auprès de leur déesse.
Plusieurs de ces découvertes ont eu lieu depuis sur d'autres sites, la plus célèbre étant celle faite à Karnak dans une cour du temple d'Amon-Rê. Pour Bubastis, les enfouissements de ces « encombrantes » offrandes eurent  régulièrement lieu, le temple faisant l'objet d'une dévotion particulière surtout à la fin de l'histoire pharaonique du pays.

### Les nécropoles

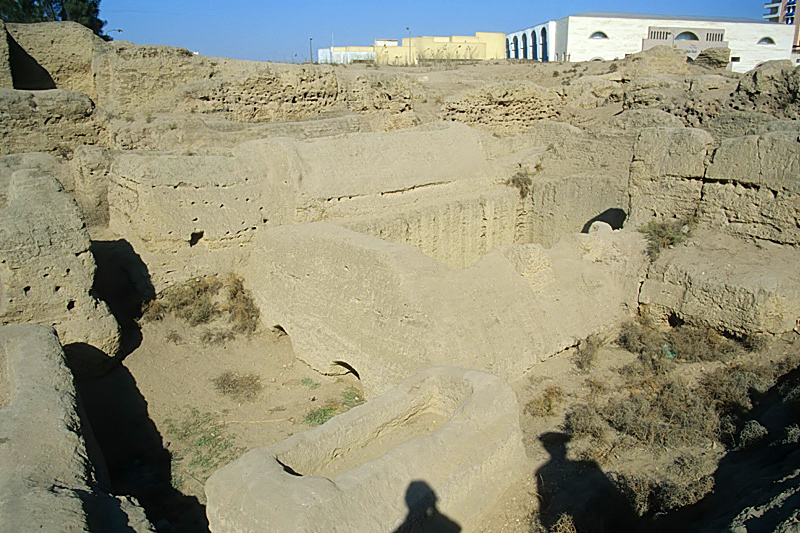
Vestiges de la nécropole principale de Bubastis.

Au sud du cimetière des chats, plusieurs koms indiquent l'emplacement des nécropoles de la ville, qui s'y implantèrent dès la période prédynastique. Des fouilles récentes menées par l'université de Zagazig ont permis d'étudier les niveaux de l'Ancien Empire dégageant plusieurs mastabas dont les dimensions importantes reflètent l'importance de la cité des premiers temps, mais également des sépultures plus humbles, très souvent intactes, livrant un mobilier funéraire pauvre, mais instructif sur les coutumes funéraires d'alors. Les corps étaient inhumés en position contractée la tête orientée à l'ouest et l'on plaçait autour d'eux des offrandes contenues le plus souvent dans de simples récipients en céramique. Cette pratique est d'ailleurs attestée jusqu'à la fin de l'Ancien Empire voire au-delà grâce aux inscriptions découvertes dans ces tombes.
Les tombeaux de la haute société bubastite étaient bien sûr beaucoup plus élaborés, prenant l'aspect de mastaba classiques, construits en briques crues, et dont les caveaux étaient souvent voûtés. Ces tombeaux nous ont révélé les noms et les titres de plusieurs dignitaires des IVe, Ve et VIe dynasties, jusqu'ici inconnus, et qui, au vu de leurs monuments funéraires, avaient été distingués par Pharaon pour leur dévotion à Bastet.

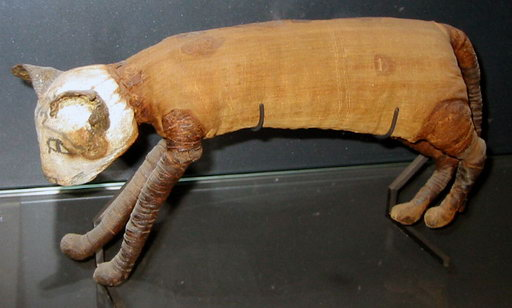
Chat momifié.

Ainsi, un directeur des prêtres du temple, Ânkh-haef, contemporain de Pépi II, se fit aménager des appartements funéraires parementés de calcaire peint et inscrits de prières à Osiris et Anubis, premiers témoins des textes funéraires qui seront plus tard regroupés dans différents corpus que l'on désigne par le terme usuel de « Livre des Morts ».
Un peu plus au sud se trouve la nécropole du Nouvel Empire, dont les dimensions démontrent là encore que Bubastis était alors l'une des principales métropoles de la région.
En effet au Moyen Empire, la cité et ses temples ont été également privilégiés par les souverains de la XIIe dynastie. Un complexe palatial, peut-être rituel, est construit toujours dans le voisinage des nécropoles des périodes précédentes, au nord du temple qui lui, fait l'objet d'un programme architectural monumental au vu des vestiges qui y ont été retrouvés, même s'il est difficile d'en restituer l'aspect d'alors, tant le sanctuaire a été remanié aux périodes suivantes ou de s'assurer que ces vestiges proviennent bien de Bubastis, les blocs et colonnes ayant pu être remployés aux époques suivantes depuis d'autres sites délaissés, comme ce fut le cas pour certaines cités majeures du delta (voir plus bas).

### Le palais du Moyen Empire

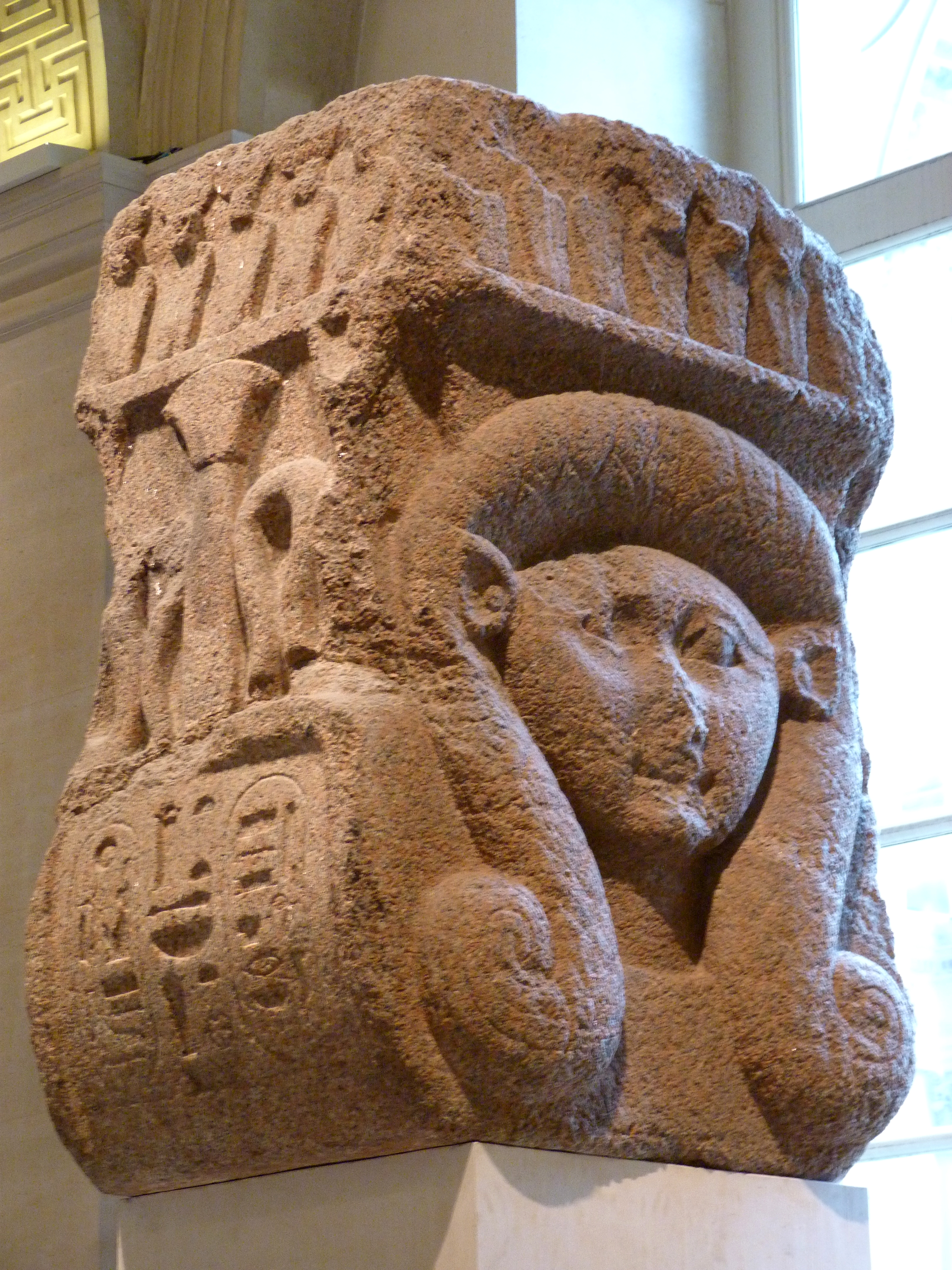
Chapiteau hathorique provenant du grand hall jubilaire d'Osorkon II à Bubastis. Œuvre du Moyen Empire - Musée du Louvre.

Le palais en question que l'on a hésité un temps à identifier comme un temple, est d'un plan assez complexe et d'une vaste envergure pour une ville qui, somme toute, n'était alors pas la résidence royale. Les vestiges mis au jour nous ont conservé son plan partiellement et subsistent sur les premières assises de briques crues qui le composaient. L'ensemble découvert couvre une vaste surface de 4 800 m2, ce qui, rappelons-le, n'est qu'une partie du palais initial, le reste se trouvant sous la ville moderne actuelle. Cet imposant complexe se composait principalement d'une avant-cour donnant sur ce qui aurait pu être un pylône ou encore un portail ouvrant sur une cour péristyle d'accueil suivie d'une salle hypostyle comportant au moins six colonnes, et qu'il est séduisant d'imaginer plus vaste et comme étant la salle du trône.
De part et d'autre de cet espace public, divers bâtiments enfermés dans une enceinte assez épaisse devaient alors être consacrés aux diverses fonctions palatiales et administratives nécessaires à tout complexe royal.
L'un des éléments caractéristiques des palais de l'époque était la séparation nette entre le monde profane et royal, y compris au sein du palais, assurée par des murs isolant les différentes parties les unes des autres. Cela dénote une organisation administrative et fonctionnelle hiérarchisée, et dont l'accès était sans doute sévèrement contrôlé par une unique entrée aménagée dans chaque mur qui ceignait chaque ensemble. La partie la plus isolée et restreinte en termes d'accès étant probablement celle concernant les appartements privés de la famille royale, mais malheureusement cette partie n'a pu être dégagée.
Si l'on suit le schéma classique du fonctionnement du palais proposé par Stephen Quirke pour désigner ces différentes parties, pour celles préservées à Bubastis, nous aurions alors affaire, « seulement », aux ruines du palais externe (khenty), une partie de la salle d'audience (ouakhy), ainsi qu'une partie des greniers ou magasins (schena) qui assuraient le ravitaillement de la Grande Maison et pouvaient également stocker les revenus issus du commerce ou encore les tributs versés par les vassaux du Pharaon.
Cet ensemble est un exemple rare des complexes palatiaux édifiés au Moyen Empire par les souverains qui devaient donc se déplacer avec la cour dans les villes majeures du pays, manifestant ainsi une énergie et une activité royale qui cadrent bien avec la volonté affichée de réformer l'État à partir de la seconde moitié de la XIIe dynastie.
Une des raisons de cet intérêt et du développement de Bubastis est sans nul doute l'exploitation intensive des mines de la péninsule du Sinaï, ainsi que du légendaire pays de Pount, dont les expéditions maritimes ou terrestres pouvaient parfois comporter plus de 5 000 hommes. Il fallait donc une administration efficace et proche du terrain des opérations afin d'assurer leur ravitaillement, et Bubastis se trouvait idéalement placée comme base arrière de ces missions essentielles à l'économie du pays.

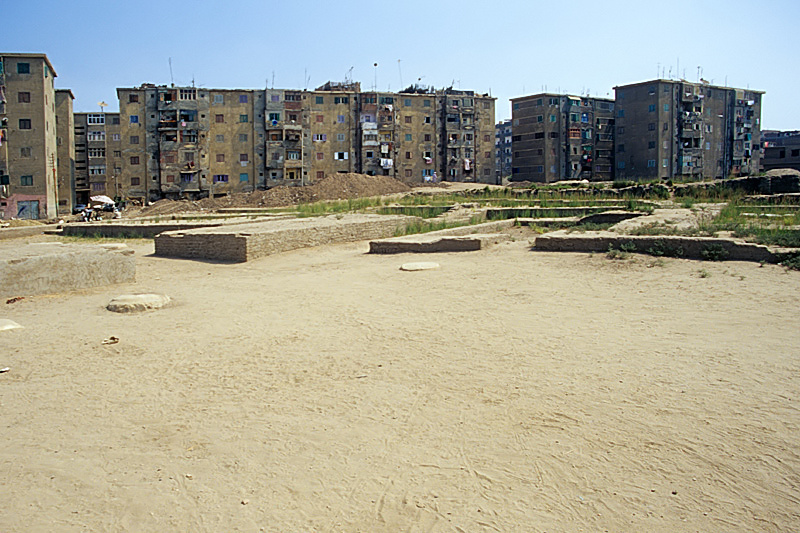
Ruines du palais du Moyen Empire.

Selon le matériel retrouvé sur le site, ce palais semble remonter en effet au moins à Amenemhat III et avoir été en activité jusqu'à la seconde période intermédiaire, dénotant un intérêt croissant de l'administration royale pour cette partie du pays, qui, déjà à l'époque subissait de profonds changements avec l'arrivée régulière puis la sédentarisation de populations venant de Palestine. Il fallut alors probablement sinon bloquer, du moins contrôler davantage ces flux migratoires dans le delta oriental dont on sait qu'ils débutèrent dès le début du Moyen Empire. À cette époque, les régions limitrophes étaient pour le reste sous l'influence de l'Égypte, et ces mouvements de populations ne devaient alors pas représenter un réel danger.
Cependant plusieurs fondations royales de la XIIe dynastie sont attestées dans la région, notamment sur le site de la future capitale des Hyksôs, Avaris. Les derniers souverains de la XIIe dynastie, peut-être déjà conscients du risque que cette « invasion » progressive représentait et qui pesait déjà sur l'équilibre des forces en présence, ont sans doute cherché à asseoir davantage leur autorité à travers ce complexe palatial, retardant un temps l'échéance et la rupture qui ne sera d'ailleurs consommée que près de deux siècles plus tard, le temps que l'autorité du pouvoir se désagrège progressivement sous la XIIIe dynastie.
Bubastis tombera alors sous l'influence de ces « princes des pays étrangers » (Heka-khasout) qui, sous les XVe et XVIe dynasties, régneront sur tout ou partie du Double Pays.

### L'apogée de Bubastis

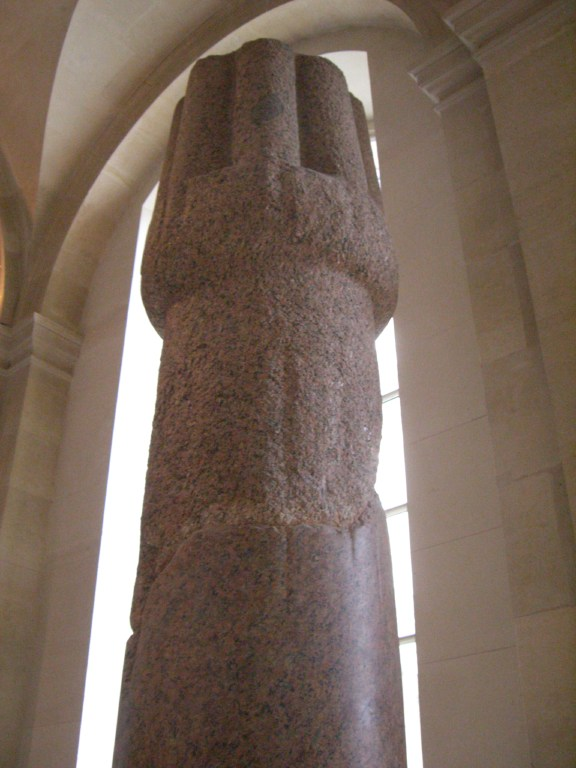
Colonne papyriforme provenant de Bubastis - Musée du Louvre.

Au Nouvel Empire, Bubastis revient au-devant de la scène avec le culte de Bastet qui s'exprima au travers du chat qui était alors l'hypostase vivante de la déesse dont la popularité ne cesse de croître à travers tout le pays. On en vint même à inaugurer un nouveau centre cultuel, puis une nouvelle nécropole consacrée au félin à Saqqarah, non loin de l'ancien complexe funéraire de Téti. Cette colline appelée depuis par les égyptologues colline du Bubastéïon est devenue une nécropole dans laquelle les grands du royaume de la XVIIIe dynastie se font aménager des hypogées qui ont été redécouverts récemment par les archéologues.
Bubastis est aussi une des étapes essentielles des rites de la fête-Sed, qui sanctionnent les trente premières années de règne du souverain. Ainsi, sous Amenhotep III, elle figure parmi les grandes cités que le roi visitera au cours de son jubilé. À cette occasion, il fera édifier une chapelle pour célébrer l'évènement et installera, insigne honneur, des statues de ses hauts fonctionnaires dans les sanctuaires de la ville, dont notamment deux de son vizir Amenhotep dit Houy représenté en scribe assis en tailleur, et de Khérouef, le Grand intendant de son épouse royale Tiyi.
Par sa proximité avec Pi-Ramsès à la XIXe dynastie, Bubastis est particulièrement honorée par Ramsès II qui embellira ou reconstruira le temple de la déesse (voir plus bas). La ville jouit alors d'une grande réputation et ses notables progressent peu à peu dans la hiérarchie ramesside au point d'en contrôler les principaux postes. En effet, il semble au vu du nombre de personnalités issues de Bubastis qui entourent Sethnakht puis Ramsès III, que c'est de Bubastis que soient issus les militaires qui assureront le dernier sursaut du Nouvel Empire avec la XXe dynastie. La famille royale serait elle-même probablement native de cette région, comme autrefois celle de Ramsès Ier serait originaire d'une autre localité bien connue, Avaris.
Mais c'est surtout à dater de la Troisième Période intermédiaire que Bubastis devient célèbre, et, comme nombre de sites du delta tels Tanis ou Mendès, profita de l'installation définitive de la royauté en Basse-Égypte.
Elle fut en effet le berceau de la XXIIe dynastie fondée par Sheshonq Ier, qui marque l'avènement de pharaons d'origines probablement amazighes, entre -945 et -817. Cette dynastie de pharaons que les égyptologues qualifient de « libyens », car issus des peuplades venant de Libye qui s'installèrent dans le delta du Nil à la fin de la période ramesside, portaient le titre de « Grands Chefs des Mâ ». Ils contrôlaient les forces armées qui garantissaient la sécurité du royaume des pharaons de Tanis à la XXIe dynastie. Lors de l'avènement de Sheshonq Ier, la royauté était affaiblie entre le pouvoir spirituel contrôlé à Thèbes par les prêtres d'Amon et le pouvoir royal basé à Tanis, la « Thèbes du Nord ». Sheshonq reconstitua sous son règne l'unité du royaume. Avec cette nouvelle dynastie, les temples furent restaurés, voire agrandis, comme l'attestent les portiques dits des Bubastides à Karnak, entre le premier et le second pylône du grand temple d'Amon.
Les pharaons de la XXIIe dynastie firent alors preuve d'une énergie considérable dans leur programme architectural. Non seulement ils restaurèrent ou firent reconstruire le temple de Bastet, se réappropriant des édifices, ou tout du moins leurs éléments, remontant au Moyen Empire, mais en plus on retrouve leur intervention, le plus souvent de manière magistrale, dans les principaux temples du pays tels Karnak ou Tanis.
Bubastis, qui était alors la principale cité des chefferies des Mâ, devint le nouveau centre du pouvoir, bien que la nécropole royale de la XXIIe dynastie ait été retrouvée à Tanis. En effet, outre les caveaux d'Osorkon II, de Sheshonq II et Sheshonq III retrouvés pillés aux côtés des tombeaux de la XXIe dynastie, un Sheshonq fut réinstallé dans l'antichambre du caveau de Psousennès Ier, sans doute à la suite d'un premier pillage, et fut retrouvé par la mission de Pierre Montet en 1939, dans son sarcophage en argent massif à tête de faucon. La momie portait un masque d'or massif dépourvu cependant des classiques attributs royaux (barbe postiche et uræus), témoin sans doute de l'anarchie qui débutait alors. La dépouille du roi était toutefois couverte de bijoux prophylactiques d'une grande finesse attestant la maîtrise des arts et de l’orfèvrerie des ateliers royaux de la XXIIe dynastie.
Avec la Basse époque, les sanctuaires de Bubastis reçurent les hommages de chaque pharaon étant parvenu à repousser les menaces étrangères, devenant ainsi le siège d'un courant nationaliste puissant en réaction aux menaces des dominations assyriennes, puis perses. Le développement des cultes d'hypostases à cette époque traduit cette réaction du peuple égyptien qui concentra alors sa dévotion sur les manifestations vivantes de leurs dieux pour défendre le pays contre le danger permanent d'une invasion.
Bastet devenait alors le chat sacré qui, à la proue de la barque du dieu Rê, repoussait la menace du serpent Apophis, garantissant ainsi le retour du dieu-soleil chaque matin.

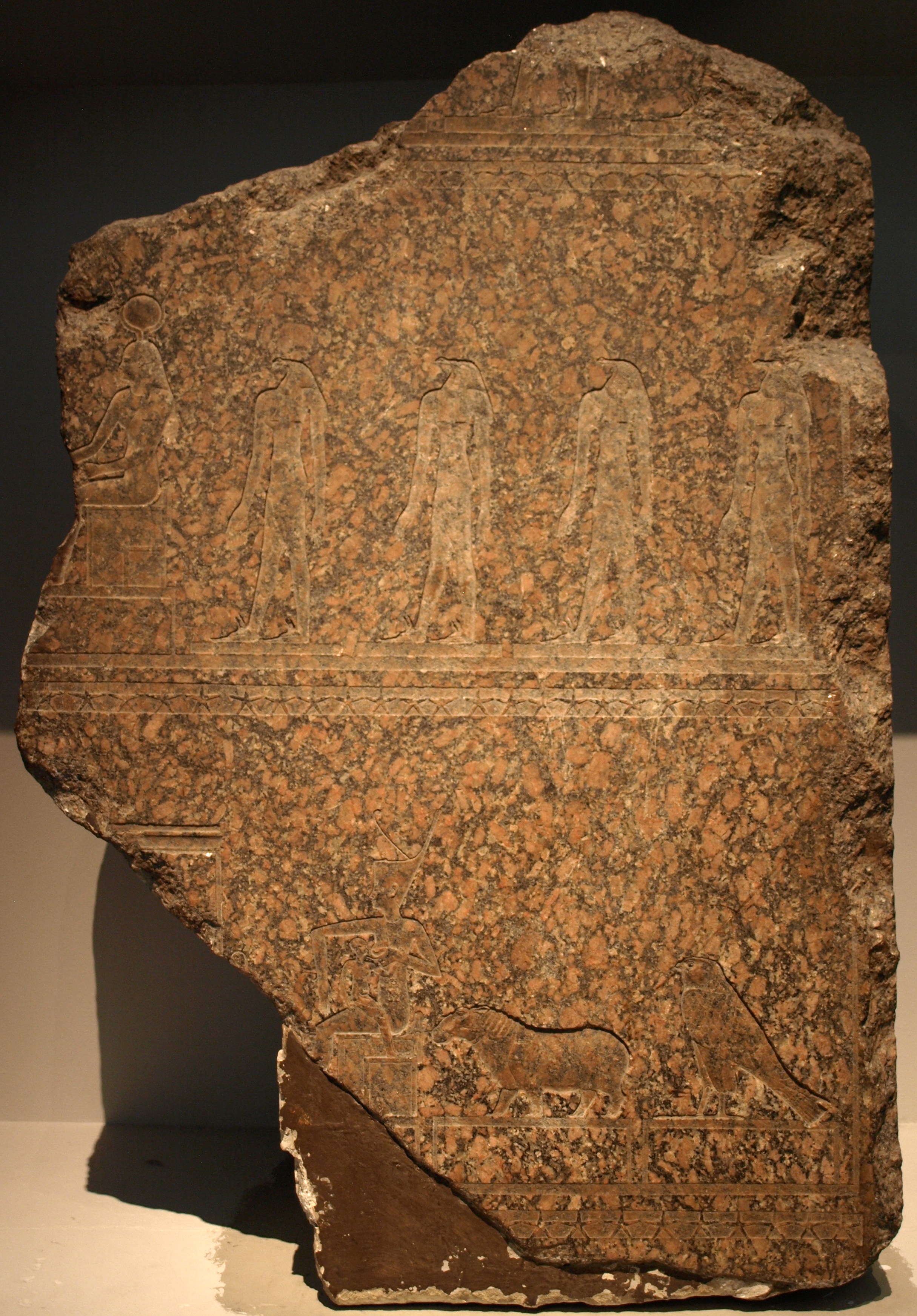
Fragment du sanctuaire de Nectanébo II - British Museum.

Pharaon, fils de Rê, en marquant sa dévotion à la déesse, participait au rétablissement du monde chaque jour et garantissait l'intégrité du royaume. Les Nectanébo, bien qu'originaires de Sebennytos, semblent avoir pleinement rempli cette fonction en consacrant un nouveau sanctuaire au cœur même du temple de la déesse.

## Les temples de Bubastis

### Le temple de Bastet

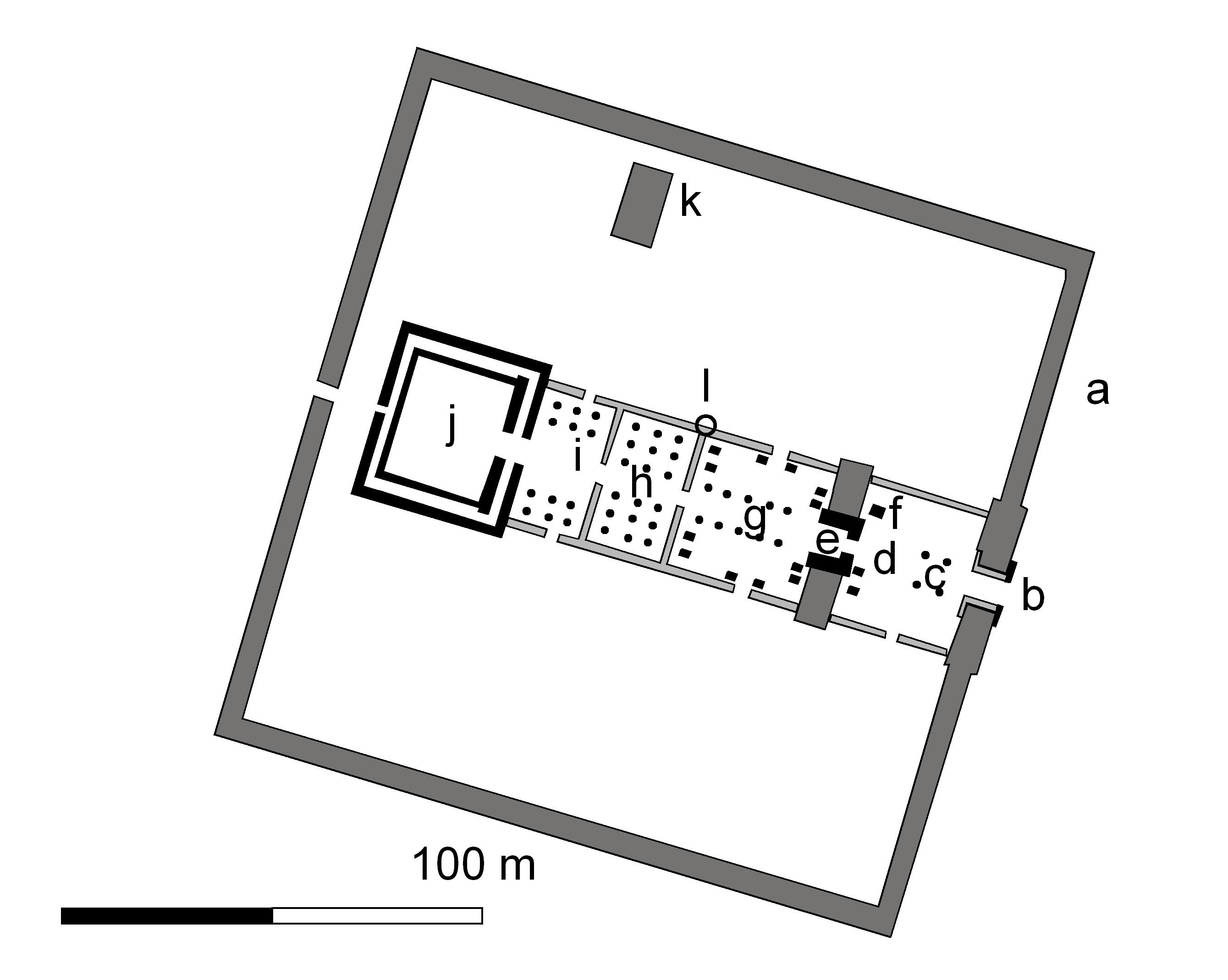
Temple de Bastet. a: enceinte, b:porte d'Osorkon Ier, c:colonnes palmiformes, d:1e cour, e:pylône d'Osorkon II, f:statue de la reine Karomama, g:2de cour, h:hall, i:salle aux piliers hathoriques, j:sanctuaire de Nectanébo II, k:temple de Mahès, l: puits romain.

Le sanctuaire principal de la ville était un temple dédié à la déesse Bastet qui était ceint d'une grande enceinte de briques crues et dont Hérodote au -Ve siècle laissa une description saisissante.
Phénomène classique dans l'évolution des villes antiques, les générations successives construisaient leur habitat par-dessus celui de leurs ancêtres élevant peu à peu le niveau du sol de la ville. Seul le sanctuaire divin restait ainsi au niveau d'origine l'enfonçant peu à peu au cœur de la ville (un phénomène similaire est encore remarquable à Esna au sud de Louxor). C'est pourquoi l'auteur grec put en faire le tour et une description plongeante, nous laissant de précieuses informations sur le temple et ses environs.
Il décrit alors un temple entouré sur trois de ses côtés par une large pièce d'eau que l'on peut restituer comme étant un lac en forme de croissant de lune tel celui du temple de Mout à Karnak et que les Égyptiens nommaient Ishérou.
Le temple était orienté est-ouest et offre aujourd'hui les vestiges d'une salle hypostyle aux bases et chapiteaux de colonnes imposants. L'ensemble est réduit aux premières assises et présente un vaste champ chaotique de blocs finement sculptés abandonnés là par les carriers des époques ultérieures. De nombreux chapiteaux dits « hathoriques », parce qu'à l'image de la tête de la déesse, qui ornaient autrefois le grand hall d'entrée du sanctuaire, furent retrouvés et dispersés dans différents musées du monde. L'essentiel des vestiges date de la Basse époque.
Mesurant près de 200 mètres de longueur, le temple était constitué d'au moins un grand pylône de cinquante mètres de large, donnant accès à une ou deux cours successives (2e pylône ?) ouvrant sur le grand hall aux colonnes hathoriques édifié par Osorkon II de la XXIIe dynastie.
C'est dans la première cour du temple que l'on a retrouvé deux blocs inscrits aux noms de Khéops et de Khéphren de la IVe dynastie, utilisés en remploi dans des fondations. Ces deux témoins attestent ainsi de l'ancienneté du sanctuaire.

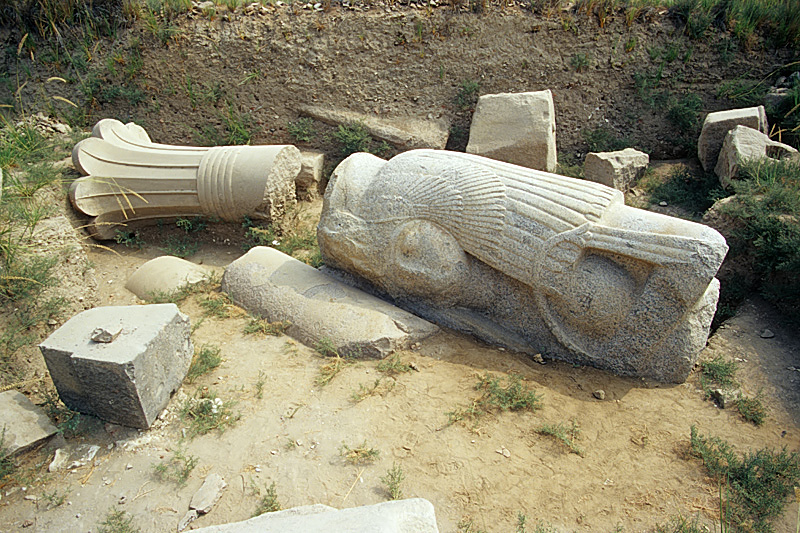
Le colosse d'une reine découvert dans les ruines de Bubastis.

Ce sont des premières cours également que proviennent les grandes colonnes monolithes de style palmiforme dont les chapiteaux élancés couronnent des fûts lisses qui ont reçu la marque de Ramsès II. Ces colonnes sont probablement des remplois de l'Ancien Empire tant leur style est comparable à celles qui restent encore visibles à Abousir ou à Saqqarah. En effet les rois des Ve et VIe dynasties en firent venir des chargements entiers des carrières de granit d'Assouan afin d'orner leurs sanctuaires et la présence de monuments de ces souverains à Bubastis est attestée. Ces colonnes atteignaient la hauteur déjà respectable pour un sanctuaire de cette importance d'une dizaine de mètres et devaient conférer à ces cours cérémonielles un aspect harmonieux et majestueux.
Récemment dans ce que l'on considère comme la première cour, une statue colossale y a été dégagée, fracassée en plusieurs morceaux, au milieu d'autres morceaux des colonnes palmiformes découverts aussi à l'occasion et qu'elle a dû briser dans sa chute. Cette statue mesurant près de dix mètres de hauteur pourrait être attribuée à Isis-Néféret deuxième épouse de Ramsès II, ou encore Meritamon sa fille qu'il épousa également. Cette découverte démontre l'importance du site au Nouvel Empire.
C'est dans ce qui devrait être la seconde cour que se trouvait le grand hall d'Osorkon II. Sur place se trouvent encore des restes de ces fameux chapiteaux, œuvres que l'on date du Moyen Empire et qui furent réutilisés par Osorkon pour son monument jubilaire.

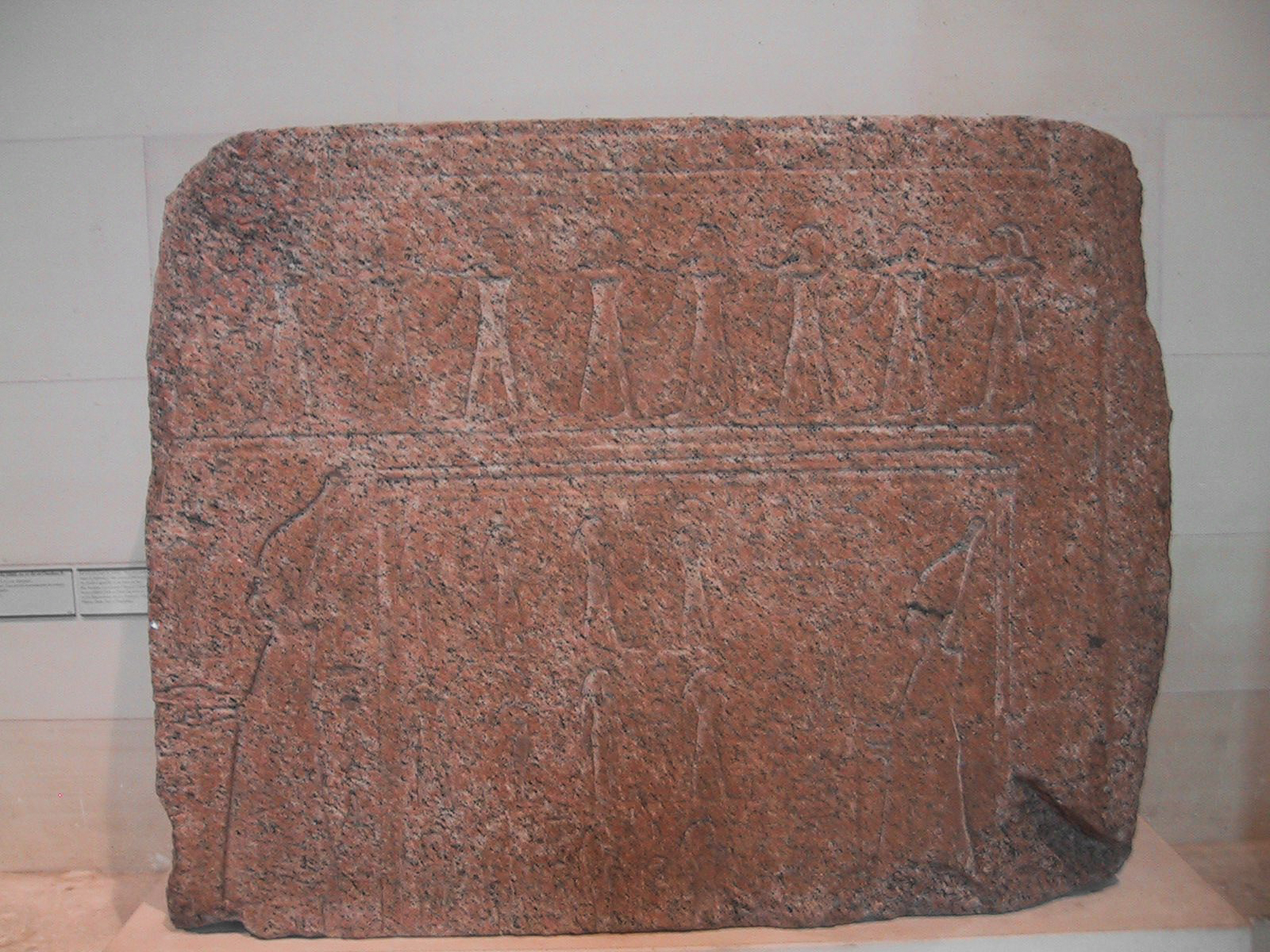
Relief jubilaire d'Osorkon II.

Imposants monolithes sculptés sur leurs faces occidentales et orientales du visage de la déesse encadré par une lourde perruque dont les nattes s'enroulent à la base, ils supportaient chacun une corniche surmontée d'une frise d'uræus tandis que sur chaque côté du visage deux uræus portant la couronne rouge de Basse-Égypte se dressent fièrement. Plusieurs exemplaires en bon état ont rejoint les principales collections égyptologiques du monde (Le Caire, British Museum, Le Louvre, le Musée des Beaux-Arts de Boston, etc.)
Ces chapiteaux dont on possède au moins huit exemplaires dispersés entre Bubastis et ces collections supportaient donc le plafond du grand hall qu'Osorkon II édifia en l'honneur de sa fête Heb Sed, et qu'il est tentant de comparer au grand pronaos du temple d'Hathor à Dendérah, même si presque neuf siècles séparent les deux monuments. À l'instar des chapiteaux, les reliefs de cette salle sont en partie conservés dans les collections égyptologiques (notamment au Louvre et au British Museum) et sont d'une grande qualité.
Cependant, en visitant le site il est toujours possible de trouver des blocs encore sur place qui montrent ces longues théories de prêtres et d'enseignes divines qui s'avancent vers le dais royal sous lequel le roi habillé dans le costume si singulier de la fête-Sed reçoit l'hommage de tout le pays en l'honneur de son jubilé, censé sanctionner les trente premières années de son règne (la date la plus tardive connue pour Osorkon II est pourtant l'an 22...).

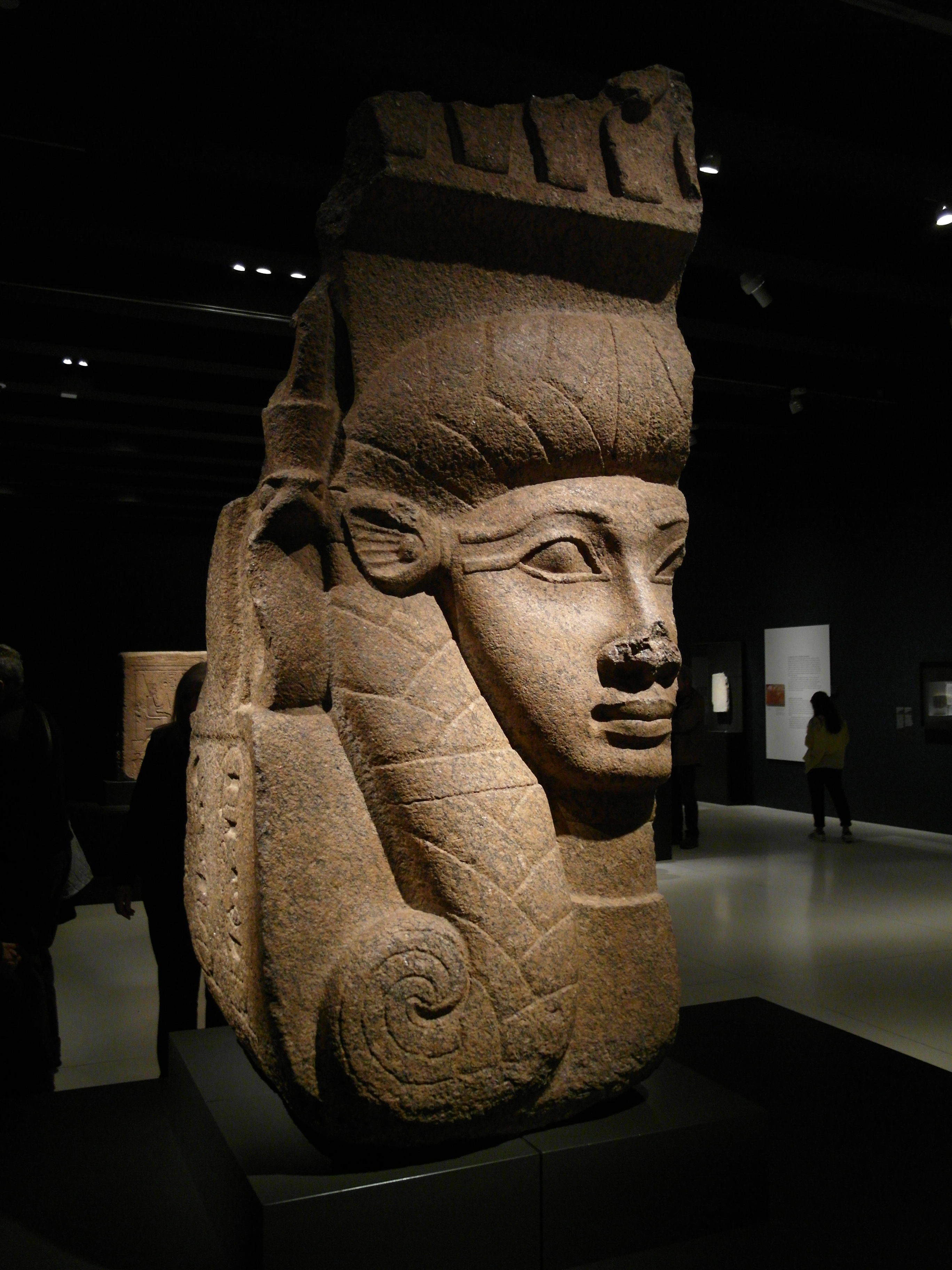
Chapiteau hathorique du temple de Bastet à Bubastis. British Museum.

À la suite de cet avant-temple se trouvent les ruines de la grande salle hypostyle.
Celle-ci pourrait dater dans son dernier état de la XIXe dynastie, comme le suggèrent des architraves aux noms de Ramsès II bien qu'il soit prouvé que la plupart de ses éléments notamment ses colonnes remontent au Moyen Empire et pourraient alors provenir du temple que les souverains de cette période faste pour le pays ne manquèrent pas d'édifier à Bubastis.
Elle est réduite à des blocs épars redressés et alignés aux emplacements d'origines des colonnes monolithiques de granit. De style papyriforme fermé, elles gisent fracassées sur le sol de la salle, en morceaux encore imposants. Le diamètre des futs dépasse un mètre cinquante tandis que les chapiteaux, eux, dépassaient les trois mètres de hauteur. Chaque colonne devait donc porter les architraves au nom du grand pharaon à près de quinze mètres de hauteur et la salle devait en comporter plus d'une trentaine au vu des vestiges encore sur place (un tiers d'une des colonnes de cette salle, chapiteau compris, est conservé au Musée des Beaux-Arts de Boston).
Tout autour des ruines et débris divers portent encore les tableaux illustrés qui devaient orner les murs de la salle ainsi que les plafonds. On y a également découvert de nombreux vestiges de statues et colosses brisés souvent au nom de Ramsès II dont une dyade le représentant au côté d'une déesse lionne qui pourrait être Bastet ou encore Sekhmet.
Suivait alors une autre salle hypostyle qui donnait accès à la zone du sanctuaire (arasé aujourd'hui) qui date dans son dernier état de Nectanébo II de la XXXe dynastie.
Hérodote nous décrit ce sanctuaire comme un vaste espace à ciel ouvert comprenant sept naoï, le tout étant enfermé d'un haut mur et environné de bosquets d'arbres sacrés.
Le temple était entouré d'une enceinte en grès datant de l'époque d'Osorkon II, sur un plan comparable au temple d'Horus à Edfou, formant un long couloir ceinturant les différentes parties du temple.
À proximité, au nord du temple de Bastet se trouvait un autre temple dans lequel on a vu le temple de Mahès, autre divinité féline, qu'Hérodote a vu, mais dont la description cadre mal avec les vestiges retrouvés. En effet, édifié dans l'enceinte principale et au vu de son emplacement perpendiculaire au temple de la déesse, cet édifice devait plutôt être comme un mammisi et faisait donc partie intégrante du temple de Bastet, tandis que le monument cité par l'historien grec se trouvait selon lui à l'est de celui de la déesse (à savoir que le temple de Basta est plutôt orienté N-O, S-E)...
Cette description du temple faite par Hérodote correspondrait alors davantage au temple d'Atoum dégagé au sud-est du temple de Bastet.

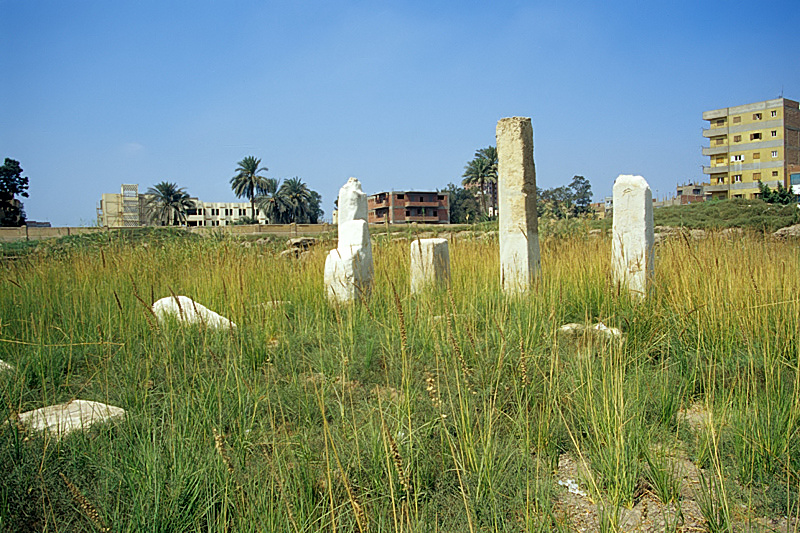
Ruines du temple du Ka de Pépi Ier de Bubastis.

La ville contenait d'autres sanctuaires et monuments :
- un temple du Ka de Pépi Ier de la VIe dynastie ;
- un temple du Ka de Téti de la VIe dynastie ;
- un quartier palatial du Moyen Empire ;
- un temple d'Atoum, découvert un peu plus au sud-ouest du tell, qui pourrait être le temple secondaire qu'a vu Hérodote.

## Fouilles archéologiques et principales découvertes
- 1887-1889 : identification du tell et fouilles d'envergure menées par Henri Édouard Naville de l'Egypt Exploration Fund ;
- 1906 : découverte accidentelle de deux caches contenant des objets et bijoux en or ; la première découverte a été répartie entre le Musée égyptien de Berlin et le Metropolitan Museum of Art de New York. La deuxième découverte, contenant notamment de la vaisselle cultuelle, des pièces d'orfèvreries ainsi que deux bracelets aux noms de Ramsès II se trouve exposée depuis au Musée égyptien du Caire ;
- 1957 : découverte au nord du tell, par Labib Habachi, d'un vaste complexe de briques crues du Moyen Empire ;
- 1962-1964 : fouilles et identification de la découverte de L. Habachi comme étant un palais d'Amenemhat III ;
- 1980-1981 : deuxième campagne de fouilles du palais du Moyen Empire ;
- 1984-1985 : fouilles des mastabas de l'Ancien Empire et de la nécropole princière du Moyen Empire ;
- 1985-1986 : découverte et fouille d'un palais de la VIe dynastie, non loin du temple du Ka de Pépi Ier ;
- 1992 : découverte lors du nettoyage de la colonnade de Ramsès II d'une nouvelle cache : deux bols contenaient des statuettes en or et en faïence ;
- 1996 : découverte des vestiges d'une porte de l'Ancien Empire à proximité du temple de Bastet ;
- 1997 : découverte de la statue dite de « la Nourrice » représentant une dame parée de ses atours portant plusieurs enfants dans ses bras. La pièce exceptionnelle est datée du Nouvel Empire et est exposée depuis au Musée du Caire ;
- 1997 : découverte d'un puits qui aurait, selon la tradition biblique, été béni par Jésus lors de son passage en Égypte[réf. à confirmer][5].
- 2002-2003 : découverte d'une statue colossale d'époque ramesside représentant une grande épouse royale ;
- 2004 : découverte d'une stèle trilingue déjà connue sous le nom de Décret de Canope datant du règne de Ptolémée III dont le contenu porte notamment sur la réforme du calendrier égyptien. Il s'agit d'une des stèles officielles de l'époque ptolémaïque du type pierre de Rosette, faisant suite au synode des grands prêtres du pays en présence de Pharaon. Les décisions qui étaient prises sous son autorité étaient fidèlement reportées sur de grandes stèles et étaient placées dans les principaux sanctuaires du pays.